# Era Mao Tsé-tung (1949–1976)
A Era Mao Tsé-tung ou Era Maoísta durou desde a fundação da República Popular da China em 1 de outubro de 1949 até a subida de Deng Xiaoping ao poder em 1976 e a "desmaoização" com a inversão da política na Terceira Sessão Plenária do 11 º Congresso do Partido em 22 de dezembro de 1978. 
O período e 1949-1976 foi dominado pela figura de Mao Tsé-tung, que defendia uma visão revolucionária do comunismo, em que todos os aspectos da sociedade, cultura, economia e política deveriam estar a serviço de causas ideológicas. As políticas radicais de Mao levaram a vários momentos de crise em que outros líderes do partido questionaram a sua autoridade, tentando desviar Mao do governo, momentos em que Mao respondeu com o lançamento de campanhas agressivas de reafirmação ideológica. Essas campanhas merecem menção especial o Grande Salto Adiante e a Revolução Cultural, cujo impacto sobre a sociedade chinesa seria sentida por um longo tempo. Após a morte de Mao, em 1976, seu sucessor Hua Guofeng acabaria perdendo o poder para Deng Xiaoping, líder pragmático que vai pôr fim à política revolucionária e, mantendo um estado centralizado e autoritário, vai lançar uma série de reformas que iria iniciar um forte processo de crescimento econômico.
O artigo seguinte enfoca os movimentos sociais de Mao Tsé-tung, a partir do início da década de 1950 em diante, incluindo a Reforma Agrária, o Grande Salto e a Revolução Cultural.

## Proclamação da República Popular
Em 1 de outubro de 1949, no final da Guerra Civil Chinesa, quando os nacionalistas do Kuomintang  controlavam apenas algumas cidades do sul, o líder do Partido Comunista da China, Mao Tsé-tung proclamou a República Popular da China, na porta de Tian'anmen da Cidade Proibida em Pequim. Em dezembro daquele ano, o líder nacionalista Chiang Kai-shek deixou Chengdu, a última cidade do continente nas mãos dos nacionalistas, que se refugiam na ilha de Taiwan. 
A chegada ao poder dos comunistas pôs fim a décadas de guerras e conflitos. O novo Governo da República Popular teve de assumir uma tarefa cara e difícil de reconstrução nacional. 
A estrutura do novo Estado tinha sido decidida durante a Conferência Consultiva Política do Povo convocada pelo presidente em 12 de setembro daquele ano. Além da lei orgânica que estabelece os poderes do Estado, durante a conferência foi elaborado o Programa Comum, que enumerou uma série de objetivos imediatos, e determinou a adoção da bandeira do novo país, vermelha com uma estrela amarela que representa o Partido Comunista, que se situa em torno de quatro estrelas menores, que simbolizam a união das quatro classes: os camponeses, trabalhadores, a pequena burguesia e a burguesia urbana. 
O novo Estado estava sob o controle total do Partido Comunista, através de suas organizações regionais, coordenados por um Comitê Central que na época tinha 44 membros. Destes, catorze membros formavam o Birô Político, liderada pelos cinco membros do Comitê Permanente, que suportaram a maior responsabilidade do poder. Os cinco membros iniciais do Comitê Permanente, os verdadeiros homens fortes do novo regime foram Mao Tsé-tung, Liu Shaoqi, Zhou Enlai, Zhu De e Chen Yun. 
A estabilidade do novo regime foi baseada em suas forças armadas. As forças armadas do novo Estado, o Exército Popular de Libertação, garantiam a supremacia do partido. O território chinês foi dividido em seis regiões militares de que alguns dos líderes mais influentes do partido, como Gao Gang e Peng Dehuai, controlavam a política regional. 
Uma das principais prioridades do novo governo seria a reconstrução econômica. Para este fim, a China buscou a colaboração da União Soviética, o único aliado poderoso com o qual poderia contar. Mao Tsé-tung visitou Moscou em dezembro de 1949, onde se encontrou com o líder soviético Josef Stálin. A União Soviética apresentou a China vários programas de cooperação econômica e tecnológica, bem como empréstimos, para atender a industrialização do país. 
Umas das principais políticas desde o início foi a reforma agrária, que envolveu a redistribuição de terras confiscadas dos maiores latifundiários. Reformas sociais também ocorreram como a nova lei do casamento, o que deu mais direitos para as mulheres. Também foram realizados os planos de erradicação da prostituição e da dependência do ópio. 
Além das reformas sociais e econômicas, a outra prioridade nacional para os comunistas foi a restauração da integridade territorial da China. A ilha de Hainan foi ocupada pelo  Exército de Libertação Popular em abril de 1950, enquanto o Tibete, independente de fato desde a queda da dinastia Qing, foi ocupado em outubro de 1950, sob o pretexto de "libertar o país do imperialismo inglês". Em 1951, uma delegação tibetana assinou com o governo chinês o documento conhecido como Acordo dos 17 Pontos, pelo qual a China pretendia adotar "medidas para a liberação do Tibete". A ocupação chinesa se dá por interesses estratégicos, apetite territorial e destino imperial. A China alega soberania histórica sobre o Tibete e sua estratégia é levar ao país seu modelo de desenvolvimento.
No entanto, Mao Tsé-tung vai ceder à pressão de Stalin para reconhecer a independência da República Popular da Mongólia, conhecido na China como a Mongólia Exterior, e foi parte da Dinastia Qing, a última dinastia chinesa. Com o reconhecimento da independência da Mongólia, o único território reivindicado pela República Popular da China que estava fora do controle desta era a ilha de Taiwan, o refúgio do governo nacionalista de Chiang Kai-shek. Mao Tsé-tung esperava invadir a ilha antes do final de 1950. Os planos de invasão seriam frustrados, porém pela Guerra da Coreia.

## Guerra da Coreia (1950-1953)

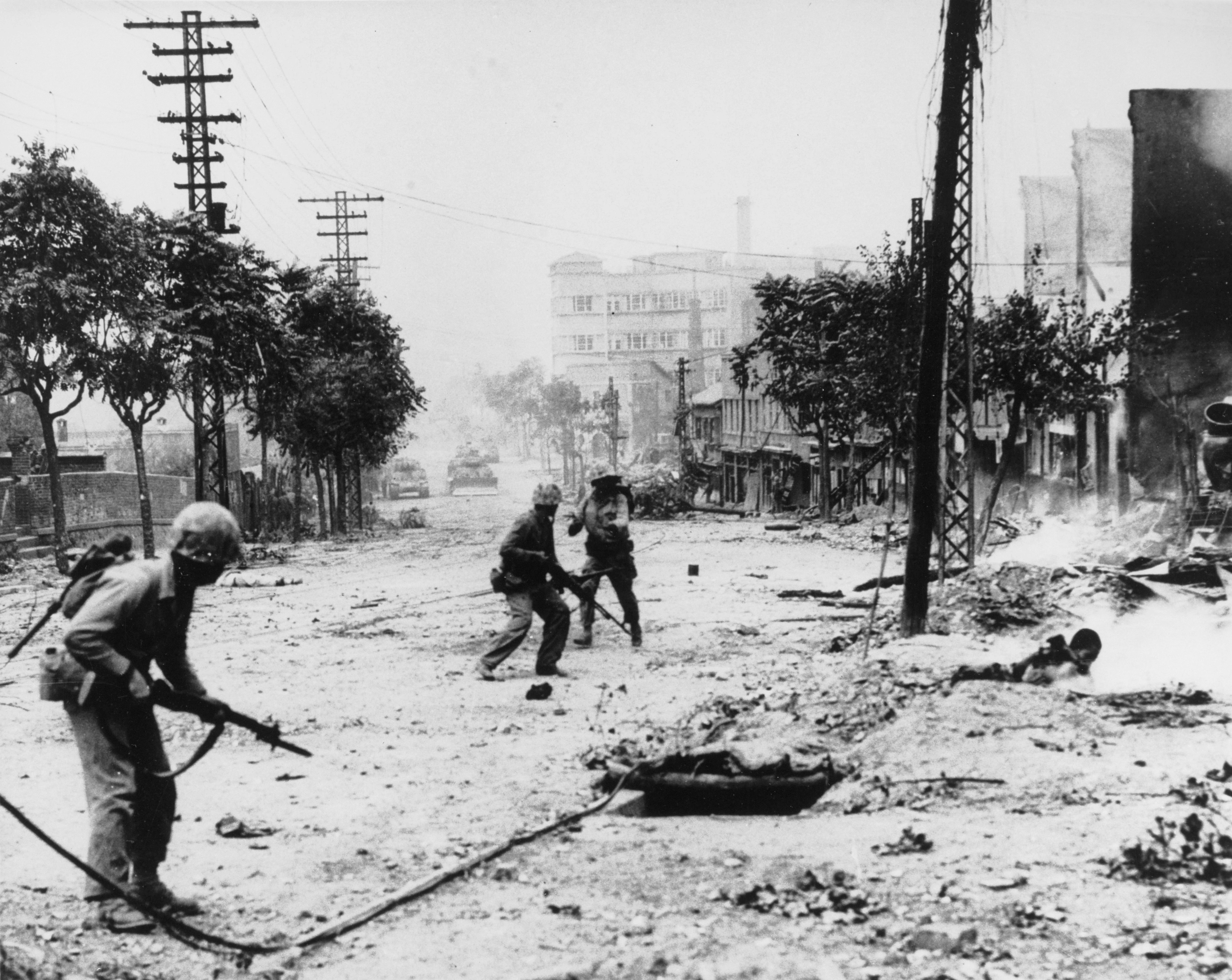
Marines norte-americanos combatendo em Seul, Coreia do Sul, em setembro de 1950.

Quando a economia chinesa estava começando a mostrar sinais de recuperação, a recém-nascida República Popular envolveu-se em seu primeiro conflito internacional. Em 25 de junho de 1950, após numerosos conflitos fronteiriços iniciados a partir de ambos os lados, tropas norte-coreanas atravessaram o paralelo 38 e invadiram a Coreia do Sul. A Organização das Nações Unidas aprovou uma resolução que aprova o envio de uma força multinacional para repelir a invasão norte-coreana. Paradoxalmente, esta resolução pode ser aprovada através do boicote soviético das Nações Unidas, motivado justamente pela presença da República da China (Taiwan), nesse organismo. 
Sob a bandeira da Organização das Nações Unidas, uma força multinacional em vários países, com mais tropas dos EUA comandadas pelo General Douglas MacArthur intervieram na Guerra da Coreia, em apoio do regime sul. Depois de ter forçado um retiro comunista, foi proposto o fim da guerra no Natal de 1950. O presidente dos Estados Unidos Harry Truman, preocupado com a possibilidade de expansão comunista na Ásia Oriental, ordenou a Sétima Frota da Marinha que se situa-se no Estreito de Taiwan para evitar a temida invasão do Exército de Libertação Popular. A presença dos EUA no estreito frustrou os planos de invasão do Governo de Pequim. 
A União Soviética e a China viram nas Nações Unidas (e, consequentemente, a vitória americana) como uma grande vitória política para os Estados Unidos, uma perspectiva vista como perigosa nos primórdios da Guerra Fria. A União Soviética, no entanto, não queria um confronto direto, entretanto, Mao decide pela intervenção sob o pretexto de que as bombas americanas estavam caindo do lado chinês do rio Yalu, em 25 de outubro de 1950, os "Voluntários do Exército Popular", assim chamado porque Mao não queria que a formalidade associada ao Exército de Libertação Popular, atravessou o rio Yalu na primeira ofensiva de advertência, e estava em um ataque total no final de novembro. Enquanto isso, em Pequim, muitos líderes do PCC, incluindo o ministro da Defesa Lin Biao, que discordou da participação da China na guerra. Embora a China manteve-se neutra no início da guerra, a entrada da força multinacional na Coreia do Norte levou Mao, incentivado por Gao Gang e Peng Dehuai, a ordenar a intervenção chinesa em apoio ao regime norte-coreano. A entrada no conflito do Exército Popular de Libertação, comandado por Peng Dehuai, que repeliu o avanço das forças lideradas pelos Estados Unidos, empurrando-os para trás do paralelo 38, e forçando as Nações Unidas a se retirar. 
No entanto, a guerra seria muito cara para o lado chinês, como mais do que apenas "voluntários" foram mobilizados, e por causa da falta de experiência na guerra moderna e da falta de tecnologia militar moderna, as vítimas da China ultrapassaram vastamente os das Nações Unidas. A guerra iria acabar com o cessar-fogo assinado em julho de 1953. A situação voltava a ser novamente praticamente idêntica ao que precede o início do conflito, e China poderia muito bem salvar o regime norte-coreano. O preço em vidas humanas foi muito alto para a China. Embora não tenha números exatos, estima-se que cerca de um milhão de soldados chineses (oficialmente "voluntários") perderam a vida na Coreia do Sul, incluindo o próprio filho mais velho de Mao Tsé-tung, Mao Anying. 

## As Campanhas de Massa
A Guerra da Coreia marcaria o desenvolvimento do novo regime chinês. Primeiro, a presença norte-americana no Estreito de Taiwan confirmou a separação política entre a China continental e Taiwan. Além disso, a República Popular se distanciou dos Estados Unidos e dos países ocidentais, enquanto que reforçava as relações com a União Soviética. A mobilização para a guerra também serviu para promover o característico espírito revolucionário da ideologia maoísta, que teria expressão frequente em campanhas em massa de mobilização social. Essas campanhas recorreram a cartazes de propaganda e slogans simples para incutir nas pessoas o espírito de sacrifício necessário para atingir os objetivos da política definida pelo regime. Assim, o movimento de apoio a Guerra da Coreia foi chamado de campanha "Resistir aos Estados Unidos e ajudar a Coreia”. Durante esse período, além de dar apoio militar para o regime norte-coreano, foram perseguidos muitos estrangeiros instalados na China, geralmente acusados de espionagem. Esta perseguição de estrangeiros, especialmente ocidentais, que iriam deixar o país, seria uma manifestação do isolamento internacional do novo regime. 
Durante a Guerra da Coreia, terão lugar outras três campanhas em massa. Em 1951, lançou-se a campanha "Eliminação dos Contra-revolucionários", que iria perseguir a pequenos empresários e fazendeiros acusados de não colaborar com o Partido Comunista. Mais tarde, naquele mesmo ano, outra campanha em massa, o “Movimento dos Três Anti” (anti-despilfarro, anticorrupção e antiburocracia), que visa aos dirigentes do partido, espalhados por todo o país, tendo sido lançado na Manchúria sob a supervisão Gao Gang, o líder militar da região. Esta campanha foi complementada com o “Movimento dos Cinco Anti”, visando à burguesia urbana, que procurava erradicar a corrupção, sonegação fiscal, roubo de propriedade do Estado, quebra de contrato e à divulgação de segredos econômicos do Estado. 
Como resultado dessas campanhas, o Partido Comunista poderia estender seu controle sobre o ambiente de produção, e de maneira muito mais significativa, sobre a própria população, que tinha visto a força das ações contra aqueles que foram classificados como “inimigos do povo”. Estes métodos de propaganda e doutrinação ideológica voltariam a ser utilizado em outras campanhas.

## O Primeiro Plano Quinquenal
Após o fim da Guerra da Coreia, a colaboração com a União Soviética era fortemente reforçada, e os líderes da República Popular da China decidiram optar pelo modelo soviético de desenvolvimento. Este modelo foi baseado em uma economia planificada, com foco em indústria pesada e produção agrícola. Como na União Soviética, decidiu-se implementar um plano quinquenal que iria definir metas para o crescimento da produção agrícola e industrial por cinco anos. 
Embora o período coberto pelo plano incluísse os anos entre 1953 e 1957, a inexperiência e a falta de conhecimento em termos técnicos do governo chinês e altos quadros do Partido Comunista Chinês iriam atrasar o início do mesmo até fevereiro de 1955. 
Apesar de todas as dificuldades, a cooperação soviética e a estabilidade política permitiram a China alcançar um elevado crescimento econômico durante estes anos. Este ainda não se deve as convulsões políticas próprias da era maoísta, que se seguiram um após outra, sem pausa durante este período. Assim, em 1954, produziu-se o primeiro expurgo dentro do próprio partido. Os poderosos militares, até Gao Gang, chefe da região militar da Manchúria, e Rao Shushi, primeiro secretário do partido na região Leste da China, foram removidos de seus cargos depois de criticarem a política de Zhou Enlai e Liu Shaoqi, que levavam as tarefas diárias do governo. Esta luta pelo poder primeiro iria acabar com o suicídio de Gao Gang e na prisão de Rao Shushi. Além disso, a crise era para ver como os amplos poderes dos líderes das regiões militares, como Gao e Rao, poderiam representar uma ameaça à autoridade do poder central. Portanto, a fim de reforçar a autoridade central, no mesmo ano, aboliu-se a seis regiões militares, e reestruturou-se a divisão do país. Sob o comando do poder central, a China estava dividida em 22 províncias (23 com Taiwan), cinco regiões autônomas ligadas a minorias étnicas, e dois municípios, Pequim e Xangai, administradas diretamente pela divisão do governo central, que se manteve até hoje com ligeiras variações (ilha de Hainan, então parte da Província de Guangdong, é hoje uma província e Tianjin e Chongqing, em seguida, Hebei e Sichuan, respectivamente, são atualmente municípios administrados diretamente sob o governo central). 
Durante o Primeiro Plano Quinquenal, também foi introduzido o sistema de cooperativas em áreas rurais, onde as culturas de extensões até então divididas em pequenas parcelas privadas passaram a ser agrupadas para compartilhar recursos. As cooperativas também tiveram um sucesso significativo. No entanto, o sistema irá despertar a preocupação do governo central, que permitiu que os agricultores mantivessem a propriedade privada da terra e até ter uma pequena parte da produção. As dúvidas sobre a disseminação de práticas capitalistas, que de acordo com a ideologia oficial, devem ser erradicadas, resultaria em muitas formas mais radicais de coletivização da agricultura no ano seguinte. 
Em 1956, durante o XX Congresso do Partido Comunista da União Soviética, em Moscou, que participaram o secretário-geral Deng Xiaoping e o membro do Comitê Permanente do Politburo Zhu De, o novo líder soviético Nikita Khrushchev atacou as políticas do então falecido Stalin e anunciou a introdução de mudanças na forma de governar a União Soviética (a chamada "desestalinização"). Os ataques a memória de Stalin e a mudança de rumo anunciadas na política soviética semearam a confusão entre os líderes comunistas chineses, que se debatiam em dúvida sobre a rota que deveria seguir o regime chinês. Junto com a desestalinização, Kruchev idealizou e colocou em prática a "doutrina de coexistência pacífica", que preconizava o caminho pacífico para se alcançar a revolução comunista pelo mundo. Ou seja, a política externa soviética passou a defender estratégias de construção do socialismo sem recorrer à violência revolucionária; e afirmava que o socialismo poderia coexistir pacificamente com os Estados capitalistas. Mao Tsé-tung, alegou que a atitude beligerante deveria ser mantida para os países capitalistas e, por isso, inicialmente rejeitou a coexistência pacífica considerando-a como revisionismo da teoria marxista. No entanto, em 1972 a sua decisão para estabelecer uma relação comercial com os Estados Unidos, a China também adotaria uma versão da teoria da coexistencia pacífica ao estabelecer relações entre países não-socialistas.

## A Campanha das Cem Flores e a Campanha Antidireitista
Após sete anos de regime comunista, começaram a produzir discórdias entre os líderes do partido e, que discretamente, estavam começando a ouvir vozes discordantes com a linha de ação do Partido Comunista. O primeiro-ministro Zhou Enlai foi a favor de permitir maior liberdade de expressão aos intelectuais para que eles pudessem fazer uma crítica construtiva para a gestão do partido, para os quais seria melhor para compreender as preocupações e anseios da sociedade. 
Seria o próprio Mao Tsé-tung que se iria desencadear um breve período de maior liberdade de expressão que é conhecida pelo nome de Campanha das Cem Flores. Em 2 de maio de 1956, em um discurso privado para militantes do partido, o presidente citou o famoso poema: "Que flores de todos os tipos desabrochem, que diversas escolas de pensamento se enfrentem!" (百花齐放,百家争鸣/百花齐放,百家争鸣/ qífàng Bai Hua, bǎi jiā Zhengming), que deu o nome ao movimento. Assim, o presidente convidou os intelectuais da nação para expressar suas opiniões livremente. Apesar de alguns historiadores, especialmente do Ocidente, ver uma intenção maliciosa no movimento, que teria sido uma manobra para expor e desmascarar as pessoas com opiniões críticas é provável que a intenção fosse realmente aproveitar as críticas construtivas dos intelectuais para se adaptar a estratégia do governo para as necessidades da sociedade. 

Um dos muitos desfiles para mostrar apoio ao regime comunista chinês durante a década de 1950.

No entanto, o movimento “Cem Flores” seria muito curto. Ao contrário do que esperavam Mao e outros líderes do partido, confiantes de que a estabilidade, e as conquistas econômicas e sociais, nos primeiros anos do regime havia tornado este realmente popular, os críticos estavam levantando suas vozes e até mesmo entregavam-se as declarações abertamente anti-comunistas. Vendo que a situação levou a críticas ao Partido e até mesmo a sua pessoa, Mao retornou a sua antiga política e lançou a Campanha Antidireitista, uma das campanhas maoístas mais violentas, durante o qual muitos críticos do regime, que ousaram criticar o partido e do presidente, foram torturados e executados. De acordo com a estatística do governo, o número total dos direitistas foi de 552.877, o que na realidade, inclui apenas as condenações nas grandes cidades. Levando em conta as perseguições ocorridas no nível local e na zona rural, segundo Ding Shu, o número dos condenados chegaria a 1,5 a 2 milhões de pessoas. Se forem incluídas as famílias das vítimas (uma família consiste, no mínimo, de 3 pessoas) pode-se, seguramente afirmar que a Campanha Antidireitista atingiu mais de 4 milhões de pessoas. Dessa forma, tragicamente, terminou o curto experimento de liberdade de expressão e, se endurecia a censura e o controle da informação. 
No campo da política cultural em 1956, formou-se uma comissão para estudar a reforma da escrita chinesa publicada na primeira lista de caracteres simplificados e introduziu o sistema de romanização Hanyu Pinyin, que alguns afirmam que veio para substituir os caracteres chineses como um sistema de escrita convencional do chinês. A intenção destas reformas era facilitar a alfabetização da população. 
Juntamente com estas profundas mudanças sociais e culturais do país na década de 1950, a economia continuou a crescer. O sucesso do Primeiro Plano Quinquenal levou o governo a desenhar um projeto muito mais ambicioso o Segundo Plano Quinquenal para o período entre 1958 e 1962. No entanto, Mao Tsé-tung pensava que poderia ir ainda mais longe em seus objetivos, e apelou à mobilização total da população para aumentar a produção industrial. Esta nova campanha, conhecida como o “Grande Salto Adiante” foi o maior fracasso econômico da era maoísta.

## O "Grande Salto para Frente"
Apesar do crescimento econômico excepcional alcançado durante o curso do Primeiro Plano Quinquenal, em 1957 começam-se a perceber os problemas no modelo soviético de desenvolvimento. Por um lado, o investimento pesado em tecnologia para desenvolver a indústria pesada tinham exigido grandes empréstimos da União Soviética que a China teve de pagar com juros. Isto criou um endividamento crescente aos cofres do Estado, ao apoio da União Soviética, que forneceu assistência técnica sob a forma de máquinas e técnicos estabelecidos na China a um preço que os líderes chineses consideravam demasiado elevados. Neste sentido, as relações difíceis entre comunismo chinês e o soviético estavam começando a mostrar fissuras cada vez maiores, que culminaram anos depois, em um conflito aberto. 
Além disso, o aumento da produção industrial também foi atingido graças à conversão de muitos camponeses em trabalhadores nas novas fábricas. O declínio da população dedicada ao trabalho na agricultura ameaçou causar uma diminuição na produção agrícola. A República Popular estava enfrentando numerosos desafios. Não foi fácil encontrar uma solução que permitiria continuar a promover o desenvolvimento industrial, garantindo simultaneamente a oferta de alimentos para a população. 
Mao pensava que a solução para esses problemas se encontrava no espírito revolucionário, que permitiria que as massas conjugassem esforços para servir os objetivos definidos pelo partido. Nesta visão de Mao, que mais uma vez refletia sua ideologia pessoal, que defendia a "revolução permanente", como uma ferramenta de progresso e de transformação social. Segundo Mao, nunca deveria ser permitido o enfraquecimento do espírito revolucionário. Eram justamente nos momentos de fraqueza ou de complacência que permitiriam que o “fantasma do capitalismo” ressurgisse. Contra qualquer desvio da ortodoxia ideológica, o Partido e as massas deveriam estar sempre alerta e manter as mobilizações e fervor revolucionário que permitiriam prejudicar o capital humano do país ao serviço do bem comum para fazer avançar o ideal do comunismo. 
Esta visão das massas como um motor para o desenvolvimento foi expressa por Mao em um documento interno que circulou entre os líderes do Partido Comunista Chinês no início de 1958. Nesse documento, o presidente afirmou que, depois de várias revoluções sociais e econômicas que se desenvolveram desde a fundação da “Nova China”, chegava à vez de uma revolução tecnológica, em que os esforços do povo deveriam ser dedicados a aumentar produção agrícola e industrial. Assim, a China poderá até mesmo superar os números da produção industrial no Reino Unido em cerca de quinze anos. 
Assim, durante o ano de 1958 a população chinesa mobilizou-se para empreender um gigantesco desafio do desenvolvimento industrial identificado por Mao. Esta nova campanha de massa, muito mais ampla do que as anteriores, foi chamada de "Grande Salto para Frente". O Grande Salto para Frente foi um programa econômico e sociopolítico lançado por  Mao Tsé-tung entre 1958 e 1960, para transformar a China de um país agrário e atrasado em um país industrial, avançado e verdadeiramente socialista. Por falta de planejamento e coordenação, por causa da resistência dos camponeses e de uma série de erros políticos, este programa radical e altamente utópico acabou sendo um grande salto para trás
Dado que muitas pessoas do meio rural tiveram que abandonar seu trabalho no campo, o aumento da produção agrícola deveria ser baseado em uma melhor utilização dos recursos existentes. A maneira de conseguir isso era criar o sistema de "comunas populares", que substituíram o conjunto de cooperativas criadas alguns anos antes. As 740.000 cooperativas no meio rural chinês tornaram-se apenas 26.000 comunas através da fusão de dezenas de cooperativas. Um dos objetivos da criação das comunas foi à incorporação das mulheres no trabalho intensivo no campo, para substituir homens que tinham sido enviados para trabalhar nas fábricas e projetos de infra-estrutura. As comunas forneciam serviços de acolhimento para crianças, e cozinhas enormes que libertavam as mulheres de tarefas domésticas para que pudessem se dedicar ao trabalho no campo. O Grande Salto em Frente teria assim, profundas repercussões sociais, separando muitas famílias, perturbando o estilo de vida tradicional das zonas rurais. 
As consequências deste ambicioso projeto foram desastrosas. As expectativas de crescimento irreais fizeram que os quadros do Partido Comunista tivessem que distorcer os números oficiais para manterem seus empregos. Além disso, os esforços para aumentar a produção de aço como um símbolo de desenvolvimento levou a uma exigência absurda de que as próprias famílias derretessem objetos e utensílios domésticos para produzir mais aço. O aço produzido era muitas vezes de péssima qualidade e impossível de utilizar para fins industriais. Tudo isso acontecia no âmbito de uma ausência de política econômica para avaliar quais eram realmente as possibilidades de usar ou vender esse aço. Assim, ao contrário dos princípios mais básicos da economia, a produção tinha-se tornado um fim em si mesma, dissociada das necessidades do mercado. O desastre econômico na política industrial se juntou ao fracasso do projeto das comunas em todo o campo. O enorme tamanho das comunas, nas quais não se permite qualquer tipo de exploração privada, diminuía as responsabilidades e eliminava a motivação de homens e mulheres que trabalhavam no campo. As minas de carvão que se proliferaram por todo o país arruinaram os campos férteis; o cultivo irregular de determinados grãos e alimentos ocasionaram o cansaço do solo; a construção de represas sem o devido planejamento e estudo técnico arruinou os solos, tornando-os imprestáveis para o cultivo; as máquinas agrícolas careciam de peças de reposição, entre inúmeros outros problemas. Os próprios defeitos do sistema se juntaram a má sorte dos desastres naturais, secas e inundações que afetaram a China naquele ano. 
Embora no final de 1958 alguns dirigentes tivessem visto o fracasso do projeto e desmantelassem muitas das comunas, transformando muitos lugares ao modelo anterior de cooperativas, o estrago estava feito. A marcha empreendida pelo governo não conseguiu impedir a perturbação das condições de vida e de trabalho tradicionais no campo se traduziram em uma queda na produção agrícola entre 1958 e 1962, o que causou situações de fome em muitas partes da China. Embora existam muitas inconsistências nos estudos por causa da falta de fiabilidade dos dados de nascimento e morte da época, geralmente são estimados em cerca de 30 milhões de mortes pela fome. 
O efeito do Grande Salto para Frente foi o descontentamento da maior parte dos líderes do Partido Comunista com as políticas radicais de Mao. O cancelamento do Grande Salto foi decidido na reunião do Birô Político do Comitê Permanente, realizada em Wuhan, em dezembro de 1958. Nessa reunião, Mao deixou de ser chefe de Estado, que passou a Liu Shaoqi, que foi nomeado Presidente da República. Mao, porém, manteve seu posto como presidente do partido e, como referência ideológica máxima, sendo apenas objeto de criticas e desaprovação. 
Um dos poucos líderes que se atreveu a criticar Mao foi o ministro da Defesa Peng Dehuai, herói da Guerra da Coreia, que, protegido por sua enorme influência e prestígio, não teve escrúpulos em atacar abertamente as políticas de Mao. No entanto, essas críticas de Peng Dehuai a gestão de Mao, feitas em julho de 1959 durante uma reunião de líderes partidários em Lushan na província de Jiangxi, provocou uma reação furiosa de Mao, que acusou Peng Dehuai de ser oportunista e servir os interesses da União Soviética. Peng Dehuai foi afastado do cargo e Mao, ainda longe de gestão governamental, demonstrou mais uma vez toda a sua autoridade dentro do partido. 
As críticas de Mao a Peng Dehuai como capanga dos interesses soviéticos por sua vez, ressaltou a deterioração das relações entre os dois países. O líder soviético Kruschev tinha sido crítico do Grande Salto para Frente e com as operações militares da República Popular, que tinha submetido a bombardeios as ilhas Quemoy e Matsu, controladas pelo regime Kuomintang de Taiwan. A tensão entre os dois grandes regimes comunistas não parou de crescer e levou ao conflito aberto durante a década de 1960.

## A Ruptura sino-soviética

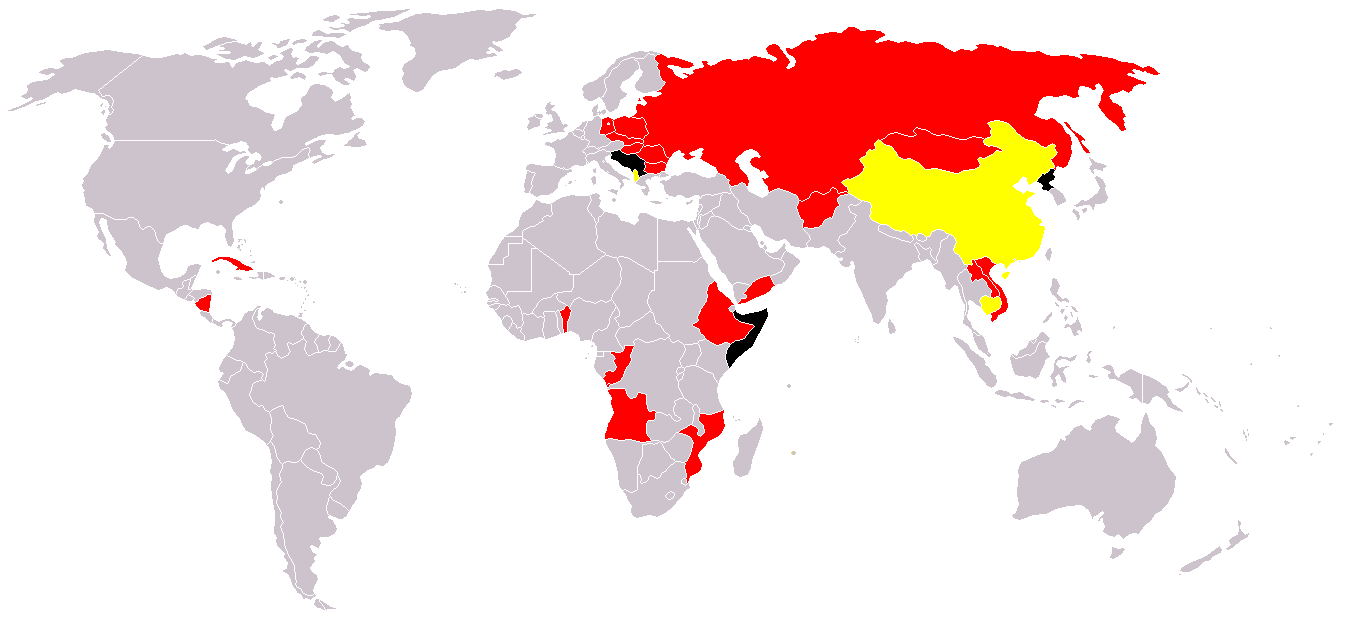
A divisão comunista: a vermelho a URSS e seus aliados; a amarelo a China e seus aliados (Camboja e Albânia); a negro outros regimes comunistas.

A deterioração das relações entre a China e a União Soviética, seria muito mais intensa após o fracassado “Grande Salto para Frente”. Em 1960, a União Soviética retirou todo o seu pessoal técnico localizado na China, e cancelou projetos de cooperação entre os dois países. 
A partir desse momento, a República Popular ficou ainda mais isolada, sem apoio do Ocidente, nem do bloco soviético. A Albânia, pequeno país europeu que havia abandonado o modelo soviético, tornou-se seu único aliado. 
A confrontação ideológica entre os dois regimes comunistas foram acrescentados durante toda a década de 1960, a disputas territoriais, que levaram a um incidente armado na fronteira da Manchúria em 1969, quando as tropas chinesas lançaram um ataque contra as tropas russas estacionadas na ilhota de Zhenbao (Damanski em russo), no rio Ussuri, no momento mais crítico nas relações entre os dois países. 
O fim do “Grande Salto” seria um dos momentos mais difíceis da jovem República Popular. A fome e um crescente isolamento internacional juntaram-se a outros conflitos em que o país esteve envolvido, como a guerra de fronteira com a Índia em 1959, em que os soviéticos apoiaram a Índia, e insurreição armada no Tibete, que fez com que o Exército Popular de Libertação interviesse, em uma ação que iria causar 87.000 mortos e 100.000 fugitivos e a fuga para a Índia do Dalai Lama, líder espiritual tibetano, formando um “governo no exílio“. 
Diante de todos estes problemas, os homens que seguravam as rédeas da política do governo, nomeadamente Liu Shaoqi e Deng Xiaoping tentaram reanimar o crescimento econômico. Mao Tsé-tung, no entanto, não parecia satisfeito com o papel marginal que havia sido relegado, e, apoiado em seu fiel seguidor Lin Biao lançou uma nova campanha de mobilização ideológica, a fim de reconquistar o poder: a Grande Revolução Cultural Proletária.

## Revolução Cultural
Após o fracasso do Grande Salto Adiante, diminuiu a estatura de Mao como líder nacional e ainda mais como um planejador econômico; afastado do poder político, Mao tinha assumido um papel de mero referencial ideológico. Mao foi alvo de críticas no seio do Comitê Central. No início de 1960, o Presidente Liu Shaoqi e o Secretário Geral do Partido Deng Xiaoping assumiram a direção do partido e aprovaram políticas econômicas pragmáticas em desacordo com a visão comunitária de Mao, e dissolveram as comunas, na tentativa de reformular o sistema de normas do pré-Salto. Mao não parecia ter aceitado de bom grado o seu mero papel de uma posição simbólica, e ambicionava recuperar o poder político. Descontente com a nova direção da China continental, e de sua própria autoridade reduzida, e temendo que seu legado possa estar em frangalhos depois de ver o afastamento de Kruschev, Mao lançou um ataque político maciço sobre Liu, Deng, e outros pragmáticos na primavera de 1966. Este desejo de retomar um papel central no governo do país se tornou uma realidade, graças principalmente ao apoio de líderes de dois grupos com as ambições próprias. Por um lado estava o Exército Popular de Libertação, que, após a demissão de Peng Dehuai passou a ser liderado pelo militar Lin Biao, fiel seguidor de Mao. Além disso, a esposa de Mao, Jiang Qing, que foi uma famosa atriz em sua juventude, exercia grande influência na vida cultural da República Popular, e tinha aliados nos meios artísticos e jornalísticos. 
As atividades de Lin Biao e Jiang Qing seriam cruciais para levar ao retorno do poder absoluto de Mao, no contexto de uma intensa campanha de massa que foi chamada de “Grande Revolução Cultural Proletária”. A gestação desta campanha provém do culto à personalidade em torno da figura de Mao Tsé-tung, promovido fundamentalmente por Lin Biao. O próprio Lin foi responsável pela coletânea dos discursos mais importantes de Mao, em um livro, “Citações do Presidente Mao” ou “Livro Vermelho”, que se tornaria uma obra de referência e leitura essencial para a população em geral e, mais particularmente para o Exército. Além disso, em 1966, os colaboradores de Jiang Qing, em Xangai iniciaram uma série de críticas aos membros do partido leais a Liu Shaoqi e Deng Xiaoping. Essas críticas acabariam por comprometer a sua base de apoio e iria forçá-los à saída do poder. 
A Revolução Cultural era, na teoria, uma extensão da luta de classes que estavam incompletas desde a última revolução. Mao e seus apoiadores sustentavam que a “burguesia liberal" e "seguidores da via capitalista" continuavam a dominar a sociedade, e alguns desses chamados “elementos perigosos” estavam presentes no governo, mesmo nos mais altos escalões do Partido Comunista Chinês. O movimento foi sem precedentes na história humana. Pela primeira vez (e até agora, somente), uma seção da liderança comunista chinesa procurou reagrupar a oposição popular de encontro a outro grupo de liderança, conduzindo ao caos maciço e à anarquia social, cultural, política, e econômica que flagelaram o país por um período de dez anos. 
Mao escreveu em seu próprio Dazibao em 1967, eufemisticamente denominado “Alvo da Sede”, que mobilizou as massas e, em essência justifica a reclusão e detenção domiciliária do então presidente do Estado Liu Shaoqi, que acabaria por ser marcado como um "traidor", "pedrado" e ”caminho capitalista". Liu morreu na prisão em 1969. Deng Xiaoping perdeu todas as posições de sua liderança, e foi enviado para trabalhar em uma fábrica de motores de automóveis em Sichuan. Mao e seu colega "de armas" mais próximo, o ministro da Defesa Lin Biao cobrou Liu, Deng, e outros altos líderes do partido por arrastar o país para trás em direção ao capitalismo, e trair a revolução original. Independentemente das suas contribuições para a revolução militar durante a Guerra Civil Chinesa, vários generais proeminentes do Exército Popular de Libertação e heróis revolucionários foram expurgados. Organizações partidárias locais, governo, unidades de trabalho, escolas e outras instituições foram substituídas por seus respectivos "comitês revolucionários", a maioria dos que lideraram os esforços para acabar com supostos inimigos da revolução.
A vitória maoísta nesta luta pelo poder foi acompanhada por intensa atividade de reafirmação ideológica em que muitos dirigentes partidários foram acusados de atividades contra-revolucionárias e pró-capitalistas ou tendências pró-soviéticas. Os expurgos no poder levou à marginalização de cerca de três milhões de membros do Partido Comunista Chinês, destruindo a estrutura organizacional do Partido e do Estado. Junto com os dirigentes a favor da linha de Liu Shaoqi, os intelectuais também foram vítimas dos expurgos da Revolução Cultural, que baniu a maioria dos escritores e artistas. Estes expurgos serão realizados por comitês revolucionários de todo o país, que substituiu as estruturas de poder convencionais do partido, junto com a Guarda Vermelha, grupos organizados por jovens ao serviço da Revolução, que foram responsáveis por assegurar a ortodoxia ideológica. Precisamente os Guardas Vermelhos seriam responsáveis pelos piores excessos da Revolução Cultural, na forma de atos de violência e de campanhas de destruição de numerosas obras de arte consideradas vestígios da antiga sociedade feudal antes da “libertação” socialista. A Guarda Vermelha, cuja participação foi voluntária, atacou o partido e organismos do Estado em todos os níveis com a profunda convicção de que estavam "ajudando na revolução", em busca de líderes que não se dobravam ao vento radical. Em reação a essa agitação, as partes dos militares que não eram atormentados pela turbulência foram obrigados a intervir. Os comandantes locais do Exército Popular de Libertação e outros oficiais manobravam apoiando publicamente Mao e os radicais, enquanto na verdade, estavam tomando medidas para conter a atividade do radical local. 
No período entre 1966 e 1968, apesar de terem posto em prática um grande culto à personalidade, Mao destacou a "destruição dos Quatro Velhos", uma renúncia radical das velhas normas e tradições feudais, e a denúncia de todas as ideologias consideradas contra-revolucionárias, incluindo o confucionismo, a tradição imperial, "superstições" da religião popular, a opinião das minorias étnicas, e a religião organizada. A educação em todos os níveis foi levada a uma parada virtual quando Mao lançou outra fase do “Movimento descendente do Campo”, onde os jovens intelectuais urbanos seriam enviados para o campo para "aprender com os camponeses". Os vestibulares tiveram uma parada completa, e escolas do ensino médio foram fechadas. As instituições religiosas e educacionais foram grandes alvos. Professores, freiras, padres, monges, autores e artistas foram espancados, humilhados publicamente, ou forçados a se matar. Vários locais de importância histórica, assim como antiguidades, artefatos, obras de arte e documentos históricos foram impiedosamente destruídos. O sistema ferroviário chinês estava em desordem total. A autoridade da Guarda Vermelha superou a das autoridades policiais locais. Impulsionada pelo ambiente caótico, numerosas lutas de poder local seguiram-se, simplesmente por causa de rixas triviais entre grupos dominantes em áreas urbanas e rurais.
Com a Revolução Cultural girando fora de controle, e passadas as intenções originais de Mao, a capacidade de Mao para controlar a situação e, por sua vez, a sua autoridade, diminuiu. Seus principais colaboradores, Lin Biao e a terceira esposa de Mao, Jiang Qing, tinham manipulado a turbulência nestas áreas para glorificar Mao a um status divino, ignorando algumas de suas diretrizes. Foi publicado mais de 350 milhões de cópias do “Livro Vermelho” na época. Pela primeira vez desde a abdicação de Puyi havia pessoas que lançavam granizo em Mao como o “Viva por muito tempo por dez mil anos", que ironicamente é uma antiga tradição feudal reservada para imperadores. A situação caótica criada pela Guarda Vermelha foi muito além do que a liderança do partido, com Mao como o cabeça, chegou a antecipar e, em janeiro de 1967, teve que ordenar as Forças Armadas para impedir os excessos dos Guardas Vermelhos. A intervenção do exército permitiu a Lin Biao ganhar o controle do partido e se tornar o possível sucessor de Mao. 
No entanto, a aparente vitória de Lin Biao seria muito curta. Embora o IX Congresso confirmasse a liderança absoluta de Mao e a condição de Lin como sucessor, a adulação extrema deste último provocou a desconfiança de Mao, que via na atitude de Lin um simples interesse de tomar o poder. Embora ambos foram publicamente reconhecidos como vencedores da Revolução Cultural, no setor privado Mao já tinha retirado a sua confiança a Lin Biao, e este chegaria a promover dois golpes de Estado. Após ser descoberto na segunda tentativa de golpe, Lin Biao tentou fugir para Moscou em um avião que acabaria por deixar de funcionar quando voando sobre a Mongólia, segundo a versão oficial, cuja veracidade ainda existe dúvidas. 
Enquanto o IX Congresso havia declarado o fim da Revolução Cultural, Mao alegou que a revolução deveria ser permanente, necessário para manter a pureza ideológica seguro de desvios capitalistas ou revisionistas. Na verdade, a radicalização da política chinesa e lutas pelo poder continuaram até depois da morte de Mao. Assim, o desaparecimento de Lin Biao alimentou ambições de poder da facção liderada por Jiang Qing, (os “Bando dos Quatro”) que ocuparam posições de destaque no governo e no Politburo. Enquanto isso, a figura mais importante do aparelho de Estado era o primeiro-ministro Zhou Enlai, que nos últimos anos de sua vida dirigia a abordagem da República Popular da China aos países ocidentais, muito particularmente os Estados Unidos. Assim, no início da década de 1970, quando os conflitos internos aconteciam na luta para suceder Mao, a China estava terminando a sua política de isolamento e iniciando uma fase de relações diplomáticas e econômicas com o Ocidente capitalista.

## A abertura para o exterior

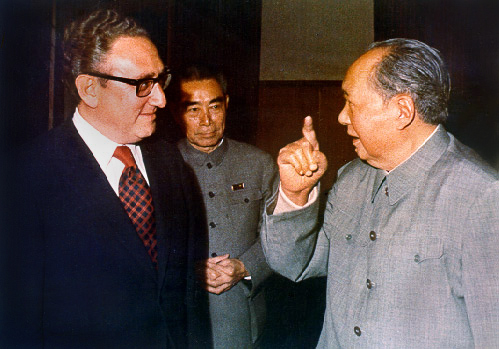
Henry Kissinger (esquerda) junto a Mao Tsé-tung (direita) e Zhou Enlai (centro) em Pequim em julho de 1971.

Enquanto que na primeira década da República Popular tinha sido marcada por uma estreita colaboração com a União Soviética, a segunda década foi marcada pelo isolamento internacional do regime comunista chinês, que confrontou tanto o bloco soviético como os países ocidentais, que em maioria dos casos, continuaram a reconhecer o regime de Taiwan como o governo legítimo da China. No entanto, ao longo da década de 1970, houve uma aproximação entre a China e todos os países ocidentais e o Japão. As razões para essa abordagem foram essencialmente duas. Por um lado, a China havia realizado com êxito os testes nucleares em 1964 e o novo estatuto da China como uma potência nuclear torna impossível para a antiga aspiração do governo nacionalista de Chiang Kai-shek em Taiwan reconquistar o continente chinês. Isso levou os países ocidentais que ainda não reconheciam as autoridades de Pequim para iniciar contatos para estabelecer relações diplomáticas com o regime comunista. Por outro lado, a intensidade do confronto entre a China e a União Soviética, que ameaçava transformar-se em guerra aberta entre eles, fez com que os países ocidentais parassem ver a China e a União Soviética como um único bloco monolítico. No contexto da Guerra Fria, a China não era mais um inimigo para o Ocidente, e ambos compartilharam a visão da União Soviética como um adversário ideológico. 
Além disso, a China precisou abandonar seu isolacionismo e confrontou o bloco soviético, melhorou as relações com o Ocidente e até mesmo o Japão se tornou uma prioridade. O primeiro-ministro Zhou Enlai foi responsável até sua morte em 1976, por esta nova política externa de abertura. Isso ocorria ao mesmo tempo em que se sucederam as lutas de poder dentro do partido e do Estado. 
Foi particularmente complexa a negociação entre a China e os EUA para o estabelecimento das relações diplomáticas. Já na década de 1960, os EUA tinham assumido que, mais cedo ou mais tarde, iriam reconhecer o governo de Pequim, em detrimento das autoridades de Taiwan. Em 1971, os EUA levantaram o seu veto à admissão da República Popular da China como membro da Organização das Nações Unidas, o que permitiu a entrada da República Popular na organização, onde ocupou o assento correspondente a China em 25 de outubro desse ano, graças à resolução 2758, que transferiu o reconhecimento como o governo legítimo de toda a China para a República Popular. Até então, o acento da China, assim como a condição de membro permanente do Conselho de Segurança, tinha correspondido à República da China, o regime refugiado em Taiwan, que foi então forçado a deixar a organização. Naquele mesmo ano de 1971, o conselheiro de segurança nacional Estados Unidos Henry Kissinger secretamente viajou a Pequim onde se encontrou com Mao Tsé-tung e Zhou Enlai para discutir o reconhecimento diplomático norte-americano e a próxima visita a Pequim do presidente Richard Nixon, um evento histórico que ocorreria dois anos depois, em 1973. Os problemas de política interna norte-americano, como Watergate, e a dificuldade de encontrar uma solução que permitiria aos EUA manter as suas relações privilegiadas com Taiwan, que atrasaria o estabelecimento de relações diplomáticas entre os dois países até 1 de janeiro de 1979, sob a presidência de Jimmy Carter. 

## Lin Biao e o Bando dos Quatro
A tentativa de restaurar a calma, todas as organizações da Guarda Vermelha foram dissolvidas em 1969. As atividades radicais diminuíram, mas a situação política chinesa começou a hostilizar ao longo de linhas complexas entre as facções. Lin Biao, que tinha problemas de saúde e o controle de fato sobre os militares, estava cada vez mais em desacordo com o presidente sobre a ideia de partilha do poder. Ele tentou um golpe militar em Setembro de 1971, visando o assassinato do presidente, enquanto viajava em seu trem. Operando fora da sede em Xangai, Lin foi informado de seu fracasso aparente, após desvio de rotas por Mao. Lin, em seguida, fugiu com sua esposa Ye Qun e seu filho Lin Liguo em um avião militar, e seguiu caminho para a União Soviética, antes de se despenhar no Ondurhan na Mongólia em setembro de 1971. A morte de Lin foi colocada firmemente sob sigilo pelo governo chinês, que teve no passado veementemente elogiou Lin. O golpe de Lin e morte foram ambos os objetos de controvérsia generalizada, e historiadores ainda são incapazes de determinar corretamente os meandros do que se passou. Há teorias, por exemplo, que o presidente ou o Premier Zhou Enlai ordenaram que o avião fosse derrubado. Apoiantes Lin fizeram seu caminho para fora do país, principalmente para Hong Kong. O voo de Lin afetou Mao profundamente, e ele foi novamente à esquerda com o dilema de reafirmar um herdeiro. Por causa de seus erros do passado, entre outros fatores, Mao estava relutante para designar quaisquer sucessores, mas, a situação política ficou nublada ainda mais. 
No rescaldo do incidente de Lin Biao, muitos oficiais críticos e rejeitados durante 1966-1969 foram reintegrados. O principal dentre estes era Deng Xiaoping, que ressurgiu em 1973 e foi confirmado em 1975, em cargos simultâneos de membro do Comitê Permanente do Politburo, Chefe do Estado Maior, e vice-primeiro-ministro responsável pelo funcionamento diário do Conselho de Estado durante a doença do primeiro-ministro Zhou Enlai. Mao queria usar este período como um momento de repensar o seu sucessor. A agora ex-mulher de Mao Jiang Qing, entretanto, tinha formado uma aliança política radical informal com o organizador da revolução de Xangai, Wang Hongwen, que parece ter ganhado a favor de Mao como um possível sucessor, bem como o presidente do Comitê Revolucionário de Xangai Zhang Chunqiao e o escritor de propaganda Yao Wenyuan. Eles foram mais tarde apelidados como o "Bando dos Quatro".
A luta ideológica entre os mais pragmáticos, os veterano do partido e os radicais re-emergiu com força total no final de 1975. O Bando dos Quatro procurou atacar os seus opositores políticos e livrá-los um por um. De suas tentativas falhadas de difamar o popular Premier Zhou Enlai, o Bando lançou uma campanha de mídia contra o emergente Deng Xiaoping, que julgavam ser um sério desafio político. Em janeiro de 1976, o Premier Zhou morreu de câncer, levando a um generalizado luto. Em 5 de abril, os cidadãos de Pequim organizaram uma manifestação espontânea na Praça da Paz Celestial, em memória de Zhou, com fortes conotações políticas de apoio a Deng e contra o Bando dos Quatro. Mais tarde denominado como o incidente de Tian’anmen, as autoridades e os meios de comunicação, que estava sob o controle do Bando dos Quatro, reprimiram violentamente a manifestação. Mao gravemente doente considerou ser Deng a causa do transtorno e um desafio para a legitimidade histórica da Revolução Cultural, e o despojou de todas as posições oficiais, embora tenha mantido a sua filiação partidária. Embora enfrentando uma tempestade política, a China também foi atingida por um enorme desastre natural, o Terremoto de Tangshan, oficialmente registrado em magnitude 7,8 na escala de Richter, as autoridades recusaram grandes quantidades de ajuda externa. Matando mais de 240.000 pessoas, os tremores do terremoto foram sentidos de figurativa e literal em meio a instabilidade política de Pequim.

## A transição após a morte de Mao
A morte de Mao Tsé-tung em 9 de setembro de 1976 marcou o fim de uma era e abria uma luta incerta pelo poder. Dois dos principais líderes do Partido Comunista, Zhou Enlai e Zhu De, também morreram em 1976. A transferência de poder para uma nova geração de líderes seria acompanhada de intensos conflitos políticos e sociais ao longo do ano. A morte de Zhou Enlai, que ocorreu em janeiro, levou a atos de luto culminando com o protesto popular de 5 de abril, conhecido como o incidente de Tian’anmen de 1976. Por ocasião do festival tradicional de Qingming, festival dos mortos, milhares de pessoas foram reunindo diariamente na Praça da Paz Celestial para prestar homenagem ao falecido primeiro-ministro, dedicando poemas e grinaldas junto ao Monumento aos Mártires da Revolução no centro da emblemática Praça de Pequim. O número crescente de cidadãos que participaram desses atos de luto, que muitos viam como uma demonstração de apoio a Deng Xiaoping acabaria por levar à polícia a isolar a praça e remover as coroas. A intervenção da polícia levaria um protesto em massa, em 5 de Abril de 1976, quando centenas de milhares de pessoas se manifestaram na praça, cantando slogans em memória de Zhou e apoio a Deng Xiaoping, que voltaria a ser removido do poder após o incidente. 
Estes protestos tinham sido uma verdadeira mostra do apoio popular que tinha a facção de Deng Xiaoping, a quem Zhou Enlai tinha reabilitado e parecia estar favorecido como seu sucessor. No entanto, Mao Tsé-tung dependia do apoio que alguns anos depois seria depreciativamente conhecido como o “Bando dos Quatro”, a facção liderada por sua esposa, Jiang Qing e enfrentando Deng Xiaoping, que já havia sido afastado do poder durante a Revolução Cultural. O Bando dos Quatro, no entanto, despertou desconfiança entre muitos altos comandantes do Exército, e estas rivalidades levaram Mao a nomear um membro do partido pouco conhecido, Hua Guofeng como seu sucessor. Logo após o incidente em 5 de abril, Hua foi nomeado primeiro-ministro e vice-presidente do partido, e em 8 de abril, os dirigentes do partido encenado na Praça Tiananmen, uma demonstração de apoio a Mao e Hua, em resposta ao anterior protesto de apoiantes de Zhou Enlai e Deng Xiaoping. 
Mao já estava muito doente quando nomeou sucessor Hua Guofeng, a quem deixou uma mensagem escrita, que o incentivou a fazer o trabalho com calma e com os princípios estabelecidos nos anos anteriores. A mensagem manuscrita de Mao acrescentou uma terceira frase: "Com você no comando, eu mantenho a calma." Esta frase seria a chave para a legitimidade da ascensão ao poder de Hua Guofeng. Dada a impotência do Bando dos Quatro, Hua foi aprovado como o sucessor de MaoTsé-tung. 
Após a morte de Mao, em 9 de setembro, a ausência de mecanismos formais de sucessão abriam uma luta de poder entre Hua Guofeng e o Bando dos Quatro. Hua sabia que Jiang Qing e os outros quatro queriam relegá-lo e tomar o poder. Para fazer isso, tinham o controle da mídia. No entanto, Hua sabia que o exército e grandes segmentos do partido e da sociedade desconfiavam de Jiang e seus três colaboradores, e lançou um ataque para consolidar seu poder. À meia-noite de 6 de outubro de 1976, os quatro foram convocados para uma reunião na sede do Politburo. A reunião foi na verdade uma armadilha para detê-los. Wang Hongwen resistiu e na luta que matou dois guardas de segurança, mas acabou por ser retido. Depois de Wang, chegaram Zhang Chunqiao e Yao Wenyuan, que foram imediatamente presos. Jiang Qing, entretanto, foi presa em seu próprio quarto. Assim, no dia 6 de outubro de 1976, com os quatro presos, Hua Guofeng foi consolidando no poder. 
No entanto, a situação de Hua era bastante precária. Sua legitimidade foi baseada em sua condição de sucessor de Mao, mas este havia recuperado o poder durante a Revolução Cultural, com o apoio de, por uma parte, de Lin Biao e de outra, a facção de Jiang Qing. Com Lin Biao morto e Jiang Qing na prisão, os inimigos de Liu Shaoqi e Deng Xiaoping já estavam fora da disputa pelo poder. Liu Shaoqi já tinha morrido, mas Deng Xiaoping estava preparando o seu regresso ao poder. 
O baixo carisma de Hua Guofeng e a forma circunstancial em que havia chegado ao poder tornaram impossível que este pudesse manter a sua posição contra o assédio dos partidários de Deng Xiaoping, a maioria no partido e incluiam muitos líderes regionais, como Zhao Ziyang, líder do partido na província de Sichuan. 
Sucessos resultantes de reformas econômicas nas províncias dirigidas por apoiantes de Deng Xiaoping deu-lhes o prestígio necessário para fazer pender a balança a seu favor. Hua foi forçado a aceitar a reabilitação de Deng Xiaoping ao topo da liderança do Partido e do Exército. Durante a celebração da Terceira Sessão Plenária do XI Comitê Central do Partido Comunista em 1978, Deng Xiaoping fortaleceu a sua base de poder e, dois anos mais tarde, durante a Sessão Plenária V, levantou-se e como o novo líder máximo do país.
O ponto alto da "desmaoização" consistiu numa denúncia contra o abuso de poder pela cúpula maoísta; o Comitê Central do Partido Comunista Chinês tornou público um relatório em que assinalava: "A história mostrou que a Revolução Cultural, laborando em erro e capitalizada por classes contra-revolucionárias, levou à comoção interna e trouxe a catástrofe para o Partido, para o Estado e para todo o povo". Logo, o Bando dos Quatro seriam julgados: Jiang Qing e Zhang Chunqiao foram condenados à morte, pena posteriormente atenuada para prisão perpétua; Yao Wenyuan e Wag Hongwen pegaram vinte anos de prisão.

## O Legado de Mao
Legado de Mao é o tema de muita controvérsia. Muitos chineses vêem Mao como um grande revolucionário, um grande líder. Reivindicam a sua figura, mas reconhecem que erros graves foram cometidos no final de sua administração. Segundo Deng Xiaoping, que foi deslocado durante a Revolução Cultural, acusado de seguir o caminho da restauração capitalista, "Mao estava três quarto certo e um quarto errado" e "sua contribuição foi primordial e seus erros secundários". Alguns membros do Partido Comunista, no entanto, acusam Mao de ser responsável pela ruptura com a União Soviética. Também é criticado por não ter adotado políticas relacionadas ao controle de natalidade, que foram desenvolvidos pelos seus sucessores, quando estabeleceu uma série de incentivos e programas para assegurar que as famílias chinesas tivessem apenas um filho. 
Críticos de Mao, no entanto, argumentam que se se realizaram êxitos de grande importância. Por exemplo, antes de 1949, a taxa de analfabetismo foi de 80% e a expectativa de vida média era de um magro 35 anos. Em sua morte, a taxa de analfabetismo caiu para 6% e a esperança média de vida dobrou para 70 anos. A população da China durante o período de Mao aumentou 57% chegando a 700 milhões em comparação com 400 milhões que tinham permanecido inalterada entre a Guerra do Ópio e a Guerra Civil Chinesa. Os defensores também dizem que a China sob Mao encerrou o "Século da Humilhação" que sofreu das potências ocidentais e emergiu como uma grande potência mundial. Também afirmam que Mao foi capaz de industrializar o país e garantiu a soberania da China sob seu comando. Diz-se também que Mao terminou com o regime corrupto do Kuomintang. Adversários de Mao sugerem que as conquistas na eliminação do analfabetismo e na expectativa de vida, também foram atingidas pelo regime Kuomintang de Taiwan. Alguns destes resultados foram obtidos porque o país estava em guerra durante esse período e poderia, portanto, dedicar recursos para a melhoria da população. 
Mao defendeu que o socialismo era a única resposta para a China porque, entre outros argumentos, que as potências do Ocidente e particularmente os Estados Unidos nunca iriam permitir que a China avançasse ao abrigo de um regime capitalista. Na verdade, essa teoria não estava muito longe da realidade, já que os Estados Unidos manteriam um embargo comercial à China, que durou até 1972, quando Richard Nixon decidiu que a China constituía uma potência que devia ser vista favoravelmente na Guerra Fria como a União Soviética. 
Críticos e defensores concordam que Mao foi um grande estrategista militar, que se revelou na Guerra Civil Chinesa e na Guerra da Coreia. Na verdade, a tática de Mao tem sido usada constantemente por aqueles que lutam como insurgentes em várias partes do mundo, bem como por aqueles que buscam a esmagar a insurgência. 
Além disso, a ideologia do maoísmo influenciou muitos movimentos comunistas do mundo, como: o Sendero Luminoso no Peru, o Khmer Vermelho no Camboja e o movimento comunista no Nepal. No entanto, a China é totalmente removida da linha maoísta, quando Deng Xiaoping lançou as reformas econômicas. Atualmente os seguidores de Mao na China diminuíram dramaticamente. Daqueles que permanecem como seguidores de Mao consideram as reformas de Deng Xiaoping como uma traição ao legado de Mao.
Desde 1949, 30 milhões de chineses perderam a vida em campanhas políticas. Chegado o fim da última campanha maoísta (a Revolução Cultural), em 1976, a China estava à beira do colapso total. O povo revogava o ideal de Mao, de revolução contínua. Chegava a era das reformas, trazendo crescimento econômico, mas também corrupção em massa e injustiça social. 

## Ver Também
- Mao Tsé-tung
- Maoísmo
- Revolução Chinesa

## Ligações Externas
- China: Reconstrução e Revolução (1949-1962)